# Chihuahuaängstrupial
Chihuahuaängstrupial (Sturnella lilianae) är en nyligen urskild fågelart i familjen trupialer inom ordningen tättingar.

## Utbredning och systematik
Chihuahuaängstrupialen delas in i två underarter med följande utbredning:
- Sturnella lilianae lilianae – sydvästra USA och nordvästra Mexiko
- Sturnella lilianae auropectoralis – västcentrala Mexiko

Traditionellt behandlas den som del av östlig ängstrupial (Sturnella magna), men urskiljs sedan 2022 som egen art av både International Ornithological Congress (IOC) och Clements et al.

## Status och hot
IUCN erkänner ännu inte chihuahuaängstrupialen som art, varför dess hotstatus inte bedömts.